# ガンビーノ小林
ガンビーノ小林（ガンビーノこばやし、1972年11月13日 - ）は、日本のお笑い芸人、俳優。たけし軍団の一員。北海道出身。株式会社TAP（旧：オフィス北野）所属。既婚で子持ち。

## 来歴・エピソード
特攻服に身を纏い、暴走族風のスタイルで芸を行う。実際、北海道の暴走族3団体のトップだったという過去を持っている。芸名はニューヨーク・マフィアのガンビーノ一家が由来。
2012年には日本漢字能力検定1級に合格しており、クイズ番組への出演も多い。熱血!平成教育学院では「漢字番長」の異名を持ち、師匠であるビートたけし及び、たけしの親友の所ジョージが雑誌『FAMOSO』で使用した衣装を着用して出演していた。
俳優としても活動しており、たけしが監督した映画をはじめ、ドラマ・映画に出演している。
かつて、同じくたけし軍団若手の一員であるアル北郷と『スピーク☆イージー』というコンビを組んでいた。たけしからはその礼儀正しさが気に入られており、浅草キッド以降の「たけし軍団第3世代」の中では非常に信頼されている。

## 出演

### バラエティ
- 北野ファンクラブ（フジテレビ）
- 足立区のたけし、世界の北野（フジテレビ）
- たけしの斎藤寝具店（フジテレビ）
- 北野タレント名鑑（フジテレビ）
- 熱血!平成教育学院（フジテレビ）
- たけしのコマネチ大学数学科（フジテレビ）
- 平成教育委員会スペシャル（フジテレビ）
- ゲーマーズ甲子園（MONDO TV）

夏季の「特別授業」で、溺れている釣り人及びイカ焼き屋として出演。
- 奇跡体験!アンビリバボー（フジテレビ）オープニングコントのみ
- ヤミツキ（日本テレビ）
- 世界☆ドリームワーク（日本テレビ）
- 芸人報道（日本テレビ）
- たけし・所の二人テレビ（日本テレビ）
- たけしの等々力ベース（BSフジ）不定期出演。
- 森田一義アワー 笑っていいとも!（フジテレビ）
- ブラマヨとゆかいな仲間たち アツアツっ!（テレビ朝日）
- たけスポ（テレビ朝日）
- クイズプレゼンバラエティー Qさま!!（テレビ朝日）「プレッシャーSTUDY」に出演。
- 情報7daysニュースキャスター（TBSテレビ）
- 20マウス（TBSテレビ）

### テレビドラマ
- 逃亡者 木島丈一郎（2005年、フジテレビ） - 新潟県警察 警察官
- 華麗なるスパイ（2009年、日本テレビ）SP
- 東京DOGS（2009年、フジテレビ）
- 警視庁失踪人捜査課 第1話（2010年4月16日、テレビ朝日・ABC） - ハッピーローンの社員
- ストロベリーナイト「ソウルケイジ」（2012年、フジテレビ） - 鳶職人
- レジデント〜5人の研修医 第1話（2012年10月18日、TBSテレビ） - 中野
- 水曜ミステリー9「レアケース 生活保護課の殺人事件簿」（2014年3月5日、テレビ東京） - 桐畑弘
- 土曜ワイド劇場「再捜査刑事・片岡悠介9」（2016年4月30日、テレビ朝日） - 井出文雄

### テレビアニメ
- ミチコとハッチン（2009年、フジテレビ）ダヴィ・ナチーヴァ役

### 映画
- HANA-BI（1998年）
- BROTHER（2001年）
- Dolls（2002年）
- 座頭市（2003年）
- 血と骨（2004年）
- TAKESHIS'（2005年）
- 東京ゾンビ（2005年）
- フリージア（2007年）
- アキレスと亀（2008年）
- GOEMON（2009年）
- 喧嘩番長 フルスロットル（2009年）
- SRサイタマノラッパー ロードサイドの逃亡者（2012年）
- ナイトピープル（2013年）
- 龍三と七人の子分たち（2015年）

### オリジナルビデオ
- 岸和田少年愚連隊 カオルちゃん最強伝説 妖怪地獄（2004年） - 島田組組員
- 喧嘩番長 フルスロットル（2009年） - 阿佐美光三
- 許されざる者（2012年）
- 西成の顔(つら)（2012年）
- 覇者の掟 シリーズ（2019年） - 小塚義信
  - 覇者の掟 第三章（2019年7月） - 二代目松井組組員
  - 覇者の掟 第四章（2019年9月） - 初代沖野組若頭
  - 覇者の掟 第五章（2019年12月） - 二代目沖野組組長
- 影と呼ばれた男たち3（2020年） - 財務省理財局職員 笠井淳一
- 権力の階段 総理への道2（2020年） - 社会繁栄追求会 トップ 明覚院済世
- 織田同志会 織田征仁 第四章（2020年）- 静岡 富士見会若頭 上川正巳
- 日本統一47 - 50（2021年 - 2022年） - 八王子 八誠会組員 戸浦慶
- CONNECT 覇者への道（2024年） - 八王会若頭補佐 内藤祐介

### 配信ドラマ
- CONNECT 覇者への道（2025年） - 八王会若頭補佐 内藤祐介 役[3]

### CM
- タウンワーク その経験は味方だ。居酒屋篇（2014年）